# Мваненго, Эммануэль
Эммануэль Сэмюэл Мваненго (англ. Emmanuel Samuel Mwanengo; род. 28 июня 2003, Сумбаванга) — танзанийский футболист, нападающий клуба «Равшан».

## Карьера
В 2022 году присоединился к танзанийскому клубу «Ньянгобо». В марте 2023 года футболист перешёл в таджикский клуб «Равшан». Дебютировал за клуб футболист в матче 1 апреля 2023 года против клуба «Куктош», выйдя на замену на 84 минуте и отличившись также результативно передачей. Дебютный гол за клуб забил 20 апреля 2023 года в матче против клуба «Регар-ТадАЗ», также отличившись очередной результативной передачей. Вместе с клубом стал обладателем Суперкубка Таджикистана, где в финале 6 мая 2023 года победили «Истиклол», однако сам футболист остался на скамейке запасных. В сентябре 2023 года футболист вместе с клубом отправился на матчи Кубка АФК. Первый матч на турнире сыграл 5 октября 2023 года в матче против клуба туркменского клуба «Алтын Асыр», отличившись забитым голом. Вместе с клубом завершил групповой этап Кубка АФК на итоговом последнем месте, завершив своё выступление на турнире. По итогу сезона футболист вместе с клубом стал серебряным призёром чемпионата. Всего за сезон футболист отличился 4 забитыми голами и 3 результативными передачами во всех турнирах.

## Достижения
«Равшан»
- Обладатель Суперкубка Таджикистана: 2023